# Gabriel Sunday
Gabriel Sunday (nacido el 18 de octubre0 de 1985) es un actor y director estadounidense, más conocido por interpretar a Archibald Holden Buster Williams en la película de comedia-drama adolescente Archie's Final Project, y por dirigir y protagonizar el cortometraje de Daniel Johnston Hi How Are You Daniel Johnston como '1983 Daniel Johnston' junto a su equivalente en la vida real.